# Emil Theodor Brüger
Emil Theodor Brüger (* 4. November 1827 in Jena; † 20. September 1900 in Weimar) war ein deutscher Jurist und Politiker.

## Leben
Als Sohn eines Advokaten und Bruder von Karl von Brüger geboren, studierte Brüger nach dem Besuch des Gymnasiums in Weimar Rechtswissenschaften in Jena. Während seines Studiums wurde er 1847/48 Mitglied der Verbindung auf dem Burgkeller. Nach seinem Studium arbeitete er ab 1852 als Auditor und bis 1855 bei einem Rechtsanwalt. 1855 wurde er Bürgermeister von Neustadt an der Orla. Von 1858 bis 1861 war er für den Wahlkreis Neustadt an der Orla Mitglied des Weimarer Landtages. 1861 wurde er Rechtsanwalt in Geisa, 1865 Justizamtmann in Vieselbach und ab 1869 in Apolda. Von 1874 bis 1879 arbeitete er als Stadtrichter in Weimar und gehörte in dieser Zeit wieder dem Weimarer Landtag an. 1878 wurde er Justizrat, 1879 Geheimer Justizrat. Von 1880 bis 1884 war er Gemeinderat in Weimar, im Anschluss bis 1897 Vortragender Rat im Weimarer Staatsministerium. 1892 wurde er zum Staatsrat gefördert und ging 1897 als Geheimer Staatsrat in den Ruhestand.

## Ehrungen
- 1885: Ritterkreuz des Falkenordens
- Komturkreuz 2. Klasse des Herzoglich Sachsen-Ernestinischer Hausordens